# Cvetan Georgiev
Cvetan Georgiev (bolgárul: Цветан Георгиев) (1975. január 30. –) bolgár nemzetközi labdarúgó-játékvezető.

## Pályafutása

### Nemzetközi játékvezetés
A Bolgár labdarúgó-szövetség Játékvezető Bizottsága (JB) terjesztette fel nemzetközi játékvezetőnek, a Nemzetközi Labdarúgó-szövetség (FIFA) 2003-tól tartotta nyilván bírói keretében. Több nemzetek közötti válogatott és klubmérkőzést vezetett. FIFA JB besorolás szerint 4. kategóriás bíró. A bolgár nemzetközi játékvezetők rangsorában, a világbajnokság-Európa-bajnokság sorrendjében többedmagával a 12. helyet foglalja el 2 találkozó szolgálatával. Az aktív nemzetközi játékvezetéstől 2009-ben búcsúzott. Válogatott mérkőzéseinek száma: 5.

#### Világbajnokság
A világbajnoki döntőhöz vezető úton Dél-Afrikába a XIX., a 2010-es labdarúgó-világbajnokságra a FIFA JB bíróként alkalmazta.

##### Selejtező mérkőzés
| Időpont              | Helyszín                     | Mérkőzés típusa           | Mérkőzés                   | Eredmény | Nézők száma |
| -------------------- | ---------------------------- | ------------------------- | -------------------------- | -------- | ----------- |
| 2008. szeptember 10. | Tofik Bahramov Stadion, Baku | előselejtező (4. csoport) | Azerbajdzsán–Liechtenstein | 0 – 0    | 25 000      |

#### Európa-bajnokság
Az európai labdarúgó torna döntőjéhez vezető úton Ausztriába és Svájcba a XIII., a 2008-as labdarúgó-Európa-bajnokságra az UEFA JB játékvezetőként foglalkoztatta.

##### Selejtező mérkőzés
| Időpont              | Helyszín                             | Mérkőzés típusa           | Mérkőzés                 | Eredmény | Nézők száma |
| -------------------- | ------------------------------------ | ------------------------- | ------------------------ | -------- | ----------- |
| 2007. szeptember 12. | S Darius & S Girenas Stadion, Kaunas | előselejtező (B. csoport) | Litvánia–Feröer-szigetek | 2 – 1    | 4000        |

#### Nemzetközi kupamérkőzések

##### Intertotó
| Időpont         | Helyszín             | Mérkőzés típusa                         | Mérkőzés                            | Eredmény | Nézők száma |
| --------------- | -------------------- | --------------------------------------- | ----------------------------------- | -------- | ----------- |
| 2005. július 3. | Perutz Stadion, Pápa | előselejtező (2. forduló-, 1. mérkőzés) | Lombard Pápa Termál FC–IFK Göteborg | 2 – 3    | 3000        |